# Биљана Јеремић
Биљана Јеремић (Кикинда, 22. новембар 1969) je српски диригент и професор на Педагошком факултету у Сомбору. Ауторка је уџбеника и практикума за методику наставе музичке културе. Бави се научно истраживачким радом у области методике и педагогије и увођења певања у најмлађем узрасту. Чланица је жирија на хорским такмичењима и фестивалалима. Рецензент је у домаћим и страним научним часописима.

## Образовање
Завршила је Средњу музичку школу Јосиф Маринковић у Зрењанину, смер теоретски и инструментални (флаута). На Академији уметности у Новом Саду дипломирала је 1993. године (смер Општа музичка педагогија). На Академији уметности је и магистрирала хорско дириговање 2008. године. Научни назив Доктор наука - методика наставе, стекла је 2013. године на Филозофском факултету у Новом Саду. Тема њене докторске дисертације била је Ефекти примене иновативних методичких приступа у настави предмета музичка култура. Утицај модела обраде песме по слуху на развој вокалних способности.

## Радна биографија

### Педагошки рад
- 1992 - 1993. Основна музичка школа Слободан Малбашки Кикинда, наставник клавира
- 1993 - 1998. ОШ Петар Кочић, Наково, наставник музичке културе
- 1998 - 2009. ОШ Вук Караџић, Кикинда, наставник музичке културе
- 2009 - 2011. Педагошки факултет у Сомбору, стручни сарадник (ужа научна област методика наставе музичке културе)
- 2011 - 2014. Педагошки факултет у Сомбору, асистент (ужа научна област методика наставе музичке културе)
- 2014 - Педагошки факултет Сомбор, децент (ужа научна област методика наставе музичке културе)[1]
- 2016 - 2022. Академија уметности Универзитета у Новом Саду, ванредни професор

### Уметничка биографија
- Дечји хор ОШ Вук Караџић (1998 – 2012).[2]
- КПД Корнелије Станковић (2007 – 2010).[3]
- Хор Аттендите Културног центра у Кикинди, од фебруара 2018[4]

### Пројекти
- 2021. Учесница пројекта од посебног интереса за одрживи развој у АП Војводина „Дигитални вртићи у доба пандемије”.
- 2022. Руководилац пројекта „Подршка инклузији деце Ромске популације у образовном простору Војводине оснаживањем педагошких компетенција учитеља”

## Награде и признања

### Хорови
- Седам пута је на Републичкој смотри хорова основних школа Србије освајала Златну плакету (2002, 2003, 2004, 2005, 2007, 2008 и 2009) са хором ОШ Вук Караџић.
- На Музичком фестивалу деце Војводине, хор ОШ Вук Караџић је са Биљаном Јеремић освојио две златне и једну сребрну плакету.
- 2005. Бронзана плакета на фестивалу Mundi Canta Оломоуц у Чешкој (хор ОШ Вук Караџић)
- 2008. 7. хорски фестивал у Бијељини, Мајске музичке свечаности - Златна плакета, победници у дечјој категорији хор (ОШ Вук Караџић) и Сребрна плакета у категорији мешовитих хорова (хор Корнелије Станковић).
- 2009. Бронзана плакета на међународном фестивалу у Бад Ишл у Аустрији, категорија дечјих хорова (ОШ Вук Караџић).
- 2009. Сребрна плакета на Међународном такмичењу хорова у Бијељини у категорији мешовитих хорова (хор Корнелије Станковић)[5]
- 2010. Друга награда на 58. међународном омладинском фестивалу хорова у Нирпелту - Белгија (хор ОШ Вук Караџић) [1]
- 2010. и 2011. Сребрна плакета на Међународном такмичењу хорова у Охриду (хор Корнелије Станковић)
- 2011. Прва награда на Фестивалу дечјих хорова Србије у Шапцу (хор ОШ Вук Караџић).
- 2019. Златна плакета, победник категорије – мешовити хорови преко 28 певача. XVIII Међународни хорски фестивал у Бијељини (Хор Аттендите)[6]
- 2019. Златна плакета - Choir Balkan FOLK FEST, Варна (Хор Аттендите)[7]
- 2019. главна награда, ФонФест Брчко, мешовити хорови (Хор Аттендите)[8]
- 2020. Златна медаља и посебна медаља за кореографију на фестивалу „Мајске музичке свечаности“ у Бијељини (Хор Аттендите)[9]
- 2021. Златна медаља фестивалу „Мајске музичке свечаности“ у Бијељини (Хор Аттендите) [10]

### Биљана Јеремић
- 2003. Савез Музичких и Балетских школа Србије награда за истакнуте једногодишње педагошке резултате
- 2003. Аутономна покрајина Војводине - похвала за рад и истакнуте резултате.
- 2003. Скупштина Општина Кикинде - признање поводом Дана просветних радника.
- 2006. Захвалница СО Кикинде за вишегодишњи допринос локалној заједници, успешан рад са децом и постигнуте резултате у области хорског дириговања.
- 2007. - Годишња награда СО Кикинде за изузетан допринос у области музичке културе.[11]

## Галерија фотографија
- Новогодишњи концерт хора и оркестра Културног центра Кикинда (децембар, 2018)
- Хор Аттендите на концерту у Коларчевој Задужбини

## Изабрана библиографија
- Б.Јеремић, Историјски осврт на значај певања на млађем школском узрасту у наставним плановима и програмима од 1948 до 1984.године, Норма, 14, (3), (2009), 307-322.
- B.Jeremić, .
- Б. Јеремић, Педагошка подршка ученицима са хиперактивним понашањем у оквиру наставе Музичке културе. Социјална мисао. 19 (1) (2012), 44 -56.
- Б. Јеремић, Модел комуникације током хорског извођења. Настава и Васпитање. (2) (2012), 333 - 350.  190556428
- М. Мишков анд Б. Јеремић, Драгутин (Карел) Блажек као музички педагог Сомборске учитељске школе. У П. Јанковић анд М. Степановић (Ур). 200 година Српске препарандије у Сантандреји и Сомбору. (2012), 104-125. Педагошки факултет Сомбор  522195861
- M. Sakač , R. Pećanac and B. Jeremić, .
- B. Jeremić, Recognition and support program for children talented for music at junior age of school children. Metodički obzori, Vol. 8/2 No.18. (2013) 97 – 109.  274011404
- Б. Јеремић, М. Мишков и С. Грандић - Којић, Аудиовизуелна перцепција и ликовни израз деце млађег школског узраста. Норма, 19 (1), (2014). 153-161.  292677895
- Б. Јеремић и М. Сакач, Подршка породице и вртића у подстицању и развијању музичког талента предшколске деце. Педагошка стварност. (1). (2015). 106-122.  304300807
- Jeremić B., Cernak R., Markov, and J. Pantić,  (2015).  526722148
- Јеремић. Б. (2015). Од певања до музичке културе. Методика наставе музичке културе - Извођење музике певањем песама по слуху. Практикум за васпитаче и учитеље. Сомбор: Педагошки факултет. 2015. Београд: Службени гласник. стр.168.  978-86-6095-041-5.  299190279
- Развој вокалних способности ученика применом иновативних методичких приступа у настави музичке културе, Педагошки факултет, Сомбор (2018),  323697415
- Биљана Јеремић, Емилија Станковић - Методика наставе музичке културе за предшколски и млађи школски узраст, Педагошки факултет, Сомбор 2019.  329971207[1]
- Јеремић. Б. (2020). Од певања до музичке културе. Методика наставе музичке културе - Извођење музике певањем песама по слуху. Практикум, 2 допуњено издање, Сомбор: Педагошки факултет (Нови Сад: Сајнос)  21044745
- Јеремић Б. и Богдановић, З. (2020). Основе музичке културе. Сомбор: Педагошки факултет (Нови Сад: Сајнос)  21041929